# Hípana
|  | No s'ha de confondre amb Hipana. |

Hípana (grec: Ὕπανα, "Hípana") o Hipania (grec: Ὑπάνεια, "Hipáneia") era una ciutat a l'interior de Trifília, a l'Èlide, que es va rendir a Filip V de Macedònia durant la guerra social.
Els seus habitants van ser traslladats a Elis quan Estrabó en parla. Al costat hi havia probablement Tipanea, ja que la menciona juntament amb Hípana a les muntanyes de l'interior de Trifília. Cap de les dues ciutats s'ha localitzat amb certesa. Hípana seria a la moderna Álvena a les muntanyes al darrere de la plana costanera de Lepreon (Lepreum) o a Mundritza, als turons damunt de Samicon (Samicum).